# آلبرت ئی. اسمیت (تهیه‌کننده)
آلبرت ئی. اسمیت (انگلیسی: Albert E. Smith؛ ‏ ۴ ژوئن ۱۸۷۵ – ۱ اوت ۱۹۵۸) کارگردان فیلم، تهیه‌کننده، فیلم‌نامه‌نویس، بازیگر و جادوگر اهل بریتانیا بود.
از فیلم‌هایی که وی در آن‌ها نقش داشته‌است، می‌توان به سیرک هامپتی دامپتی، آلمانی‌ها و جاسوس‌ها و خرس‌ها و مردمان بد اشاره نمود.